# Adoretus nyassicus
Adoretus nyassicus är en skalbaggsart som beskrevs av Machatschke 1964. Adoretus nyassicus ingår i släktet Adoretus och familjen Rutelidae. Inga underarter finns listade i Catalogue of Life.